# Malaysische Badmintonmeisterschaft 1989
Die Malaysische Badmintonmeisterschaft 1989 fand bereits im Dezember 1988 in Selangor unter dem Titel Malaysian National Grand Prix Finals statt. 

## Austragungsort
- Selangor Badminton Association Hall

## Finalresultate
| Disziplin             | Sieger                      | Finalist                      | Ergebnis    |
| --------------------- | --------------------------- | ----------------------------- | ----------- |
| Herreneinzel          | Foo Kok Keong               | Wong Tat Meng                 | 15-7, 15-8  |
| Dameneinzel           | Lee Wai Leng                | Tan Mei Chuan                 | 11-3, 11-7  |
| Herrendoppel          | Razif Sidek Jalani Sidek    | Rahman Sidek Ong Ewe Chye     | 15-13, 15-7 |
| Damendoppel           | Lim Siew Choon Tan Sui Hoon | Tan Mei Chuan Leong Choi Lean | 15-4, 15-3  |
| Junioren-Herreneinzel | Low Eng Seang               | Azahan Othman                 | 15-8, 15-7  |
| Junioren-Dameneinzel  | Yong Yoke Phon              | Chong Mee Leng                | 11-4, 12-10 |